# Терешков, Владимир Дмитриевич
Владимир Дмитриевич Терешков (1939—2020) — советский и российский оперный певец и музыкальный педагог, солист Хакасской государственной филармонии и профессор Хакасского государственного университета. Заслуженный работник культуры РСФСР (1989), заслуженный артист Российской Федерации (2000) и народный артист Республики Хакасия (1994). Один из основателей хакасской вокальной школы.

## Биография
Родился 4 июня 1939 года в городе Якутске Якутской АССР.
С 1962 по 1967 год обучался в Новосибирской государственной консерватории имени М. И. Глинки. С 1967 по 1996 год — преподаватель Абаканского музыкального училища и одновременно солист Хакасской республиканской филармонии имени В. Г. Чаптыкова. Для профессионального мастерства стажировался в Уральской и Ленинградской государственных консерваториях. С 1996 по 2020 год — профессор кафедры музыки и музыкального образования Института искусств Хакасского государственного университета. Среди выпускников Терешкова было несколько заслуженных артистов Российской Федерации.
В качестве солиста Хакасской республиканской филармонии был участником таких концертов как: «Шедевры мировой вокальной классики», «Вечера старинного романса» и «Мастера искусств Хакасии». Терешков исполнял партию Хана в постановке А. А. Кенеля первой хакасской оперы «Чанар Хус», был исполнителем ведущих партий в таких операх как:
«Евгений Онегин» (П. И. Чайковского),  «Князь Игорь» (А. П. Бородина), «Севильский цирюльник» (Джоаккино Россини) и  «Травиата» (Джузеппе Верди). Терешков являлся одним из основных популяризаторов произведений хакасских композиторов и участником создания таких современных филармонических программ как: «Золотые хиты ХХ столетия», «Под первой звездой» и «Шедевры камерной музыки».
В репертуаре Терешкова было более двухсот произведений современных композиторов, а так же русской и зарубежной классической музыки, принимал участие в различных международных, всероссийских и республиканских фестивалях в 
таких странах как Монголия и Германия, в таких республиках и городах как Алтайский край, Якутия, Кыргызстан, Тыва, Москва, Новосибирск, Красноярск, Бишкек и Иркутск.
В 1989 году Указом Президиума Верховного Совета РСФСР «За заслуги в области культуры и искусства» Владимиру Дмитриевичу Терешкову было присвоено почётное звание — Заслуженный работник культуры РСФСР.
В 1994 году  «За заслуги в области культуры и искусства в Республике Хакасия» Владимиру Дмитриевичу Терешкову было присвоено почётное звание — Народный артист Республики Хакасия.
18 ноября 2000 года Указом Президента России «За многолетнюю плодотворную деятельность в области культуры и искусства, большой вклад в укрепление дружбы и сотрудничества между народами» Владимиру Дмитриевичу Терешкову было присвоено почётное звание — Заслуженный артист Российской Федерации
Скончался 19 ноября 2020 года в Абакане.

## Награды
- Медаль «Ветеран труда» (1988[3])

### Звания
- Заслуженный работник культуры РСФСР (1989[3])
- Народный артист Республики Хакасия (1994[3])
- Заслуженный артист Российской Федерации (2000[4])